# Птолемеј VIII Фискон
Птолемеј VIII Еуергет II (грч. Πτολεμαῖος Εὐεργέτης, око 182. - 26. јун 116. п. н. е.) познатији као Птолемеј VIII Фискон (грч. Πτολεμαῖος Φύσκων=Птолемеј Трбушасти) био је краљ хеленистичког Египта из династије Птолемејида.
Птолемеј VIII је био син Птолемеја V Епифана и Клеопатре I и млађи брат Клеопатре II и Птолемеја VI Филометора. На престо је први пут дошао када је селеукидски краљ Антиох IV Епифан 170. п. н. е. упао у Египат и претворио Птолемеја VI Филометора у марионетског владара. Становници Александрије су се тада побунили и прогласили Птолемеја VIII за краља. Када се Антиох IV под притиском римске дипломатије повукао из Египта, Птолемеј VIII је наставио да влада као савладар свог брата и сестре Клеопатре II. Период савладарства био је обележен бројним интригама и Птолемеј је у октобру 164. године отпутовао у Рим не би ли од сената добио подршку за своју самосталну владу. Ипак, Римљани, који су знали да његова владавина у Египту не би била популарна, били су уздржани. На крају, 163. п. н. е. два брата су се споразумела да се обави подела породичних поседа и Птолемеј Фискон је добио Киренаику (данашња Либија) на управу. Међутим, односи између два брата су и даље била затегнути. Птолемеј Фискон је почео да захтева да му брат уступи и острво Кипар и Римљани су му овај пут пружили подршку. Када је покушај освајања острва пропао, Римљани су протерали дипломатског представника Птолемеја Филометора. Око 156/155. Птолемеј VI је покушао да организује атентат на свог брата, али је Птолемеј VIII преживео и поново отпутовао у Рим. Ту је приказао своје ране задобијене у атентату и сенатори су, упркос противљењу Катона Старијег, поново одобрили да Птолемеј Фискон покуша да заузме Кипар. Овога пута Римљани су Птолемеју Фискону одобрили и новчану помоћ. И поред свега, и други покушај да се заузме Кипар је пропао, а Птолемеј Филометор је заробио брата. Међутим, Птолемеј VI је поштедео Птолемеја VIII и оженио га својом ћерком Клеопатром Теом. Након тога, Птолемеј VIII је све до братовљеве смрти 145. п. н. е. управљао Киренаиком.
Када је Птолемеј VII умро, његова сестра и супруга Клеопатра II је за краља прогласила сина Птолемеја VII. Птолемеј Фискон се вратио у Египат и предложио сестри да се уда за њега и да заједнички владају. Током свадбеног весеља Птолемеј VII је убијен, а Птолемеј VIII је завладао као Птолемеј VIII Еуергет II што је било намерно призивање успомене на једног од успешнијих владара из Птолемејске династије, Птолемеја III Еуергета. Већ 145. п. н. е. Птолемеј је из Александрије, тадашњег културног средишта античког света, протерао бројне интелектуалце који су се противили његовој владавини. Међу протеранима били су и Аристарх са Самотраке, библиотекар Александријске библиотеке и најбољи познавалац Хомера у оно време, као и историчар и граматичар Аполодор.
Птолемеј је затим завео своју синовицу Клеопатру III са којом се оженио без претходног развода са Клеопатром II. Клеопатра је била бесна, а грађани Александрије су подигли побуну у којој је 132. или 131. запаљена краљевска палата. Птолемеј Фискон је тада са својом породицом побегао на Кипар, а Клеопатра је тада за краља поставила њиховог дванаестогодишњег сина Птолемеја Мемфитида. Ипак, дечак је убијен по наређењу свог оца, а Клеопатра II је тада престо понудила селеукидском краљу Деметрију II Никатору. Деметрије II није успео да заузме престо, па се 127. п. н. е. повукао назад у Сирију. У Египту се наставио грађански рат у коме је Александрија подржавала Клеопатру II, а унутрашњост краљевине Птолемеја VIII. Заједно са Деметријем и Клеопатра је морала да напусти Египат, док је Александрија капитулирала 126. и прихватила Птолемеја Фискона.
После бројних заплета, Клеопатра II се вратила у Египат 124. п. н. е. и измирила са братом. Сукоб са Селеукидима Птолемеј је изгладио тако што је ћерку из брака са Клеопатром III, Клеопатру Трифаину удао за Антиоха VIII Грипа. Након тога, 118. п. н. е. издат је декрет о општој амнестији али то није много поправило стање у земљи. Птолемеј VIII Фискон је умро 116, а недуго затим преминула је и Клеопатра II. У складу са тестаментом Птолемеја VIII власт је наследила Клеопатра III која је требало да узме једног од синова за савладара. Под притиском Александринаца, Клеопатра се на крају определила за Птолемеја IX Латира.

## Породично стабло
|  |                         |  |  |  |  |  |  |  |  |  |  |  |  |  |  |  |
|  | 2. Птолемеј V Епифан    |  |  |  |  |  |  |  |  |  |  |  |  |  |  |  |
|  |                         |  |  |  |  |  |  |  |  |  |  |  |  |  |  |  |
|  |                         |  |  |  |  |  |  |  |  |  |  |  |  |  |  |  |
|  | 1. Птолемеј VIII Фискон |  |  |  |  |  |  |  |  |  |  |  |  |  |  |  |
|  |                         |  |  |  |  |  |  |  |  |  |  |  |  |  |  |  |
|  |                         |  |  |  |  |  |  |  |  |  |  |  |  |  |  |  |
|  | 3. Клеопатра I          |  |  |  |  |  |  |  |  |  |  |  |  |  |  |  |
|  |                         |  |  |  |  |  |  |  |  |  |  |  |  |  |  |  |
|  |                         |  |  |  |  |  |  |  |  |  |  |  |  |  |  |  |